# ديريك ليلي
ديريك ليلي (بالإنجليزية: Derek Lilley)‏ هو لاعب كرة قدم بريطاني في مركز الهجوم، ولد في 9 فبراير 1974 في بيزلي في المملكة المتحدة. لعب مع أكسفورد يونايتد ودندي يونايتد وسانت جونستون وليدز يونايتد ونادي بوري ونادي ستيرلينغ ألبيون ونادي غرينوك مورتون ونادي ليفينغستون وهارت أوف ميدلوثيان.

## وصلات خارجية
- ديريك ليلي على موقع قاعدة بيانات كرة القدم.إي يو (الإنجليزية)
- ديريك ليلي على موقع Soccerbase.com (لاعب) (الإنجليزية)
- ديريك ليلي على موقع عالم كرة القدم.نت (الإنجليزية)